# WASD
Mit WASD wird eine mit dem Ego-Shooter Quake bekannt gewordene Tastenbelegung auf einer Computertastatur bezeichnet. Viele Ego-Shooter, Online-Rollenspiele sowie andere Spiele, in denen man sich auf diese Art bewegt, besitzen heute als Standardbelegung die WASD-Kombination. Dabei werden die vier Tasten mit den Bewegungsrichtungen im Spiel belegt: Mit W die Bewegung nach vorne, mit A nach links, mit S nach hinten und mit D nach rechts – analog zu den Pfeiltasten.

## Ursprung
Der Ursprung des Tastenlayouts ist nicht vollständig geklärt. In der Anfangszeit der Ego-Shooter wurde standardmäßig mit Pfeiltasten bewegt, dabei jedoch auch auf das Zielen mit der Maus verzichtet. John Carmack baute W↑A←S↓D→ als Alternativlayout in Quake II, nachdem der Spieler Dennis Fong damit auf Turnieren Erfolg hatte. Der richtungsweisende Shooter Half-Life setzte es schließlich als Standardbelegung ein. Populäre Titel wie Quake III Arena und World of Warcraft verfestigten den neuen De-facto-Standard.

## Alternativen
System Shock wurde noch mit der Voreinstellung A↺S↑D↻X↓ ausgeliefert. Bei System Shock 2 wurde dies zu W↑A↺D↻X↓ geändert. Auffällig ist hier, dass die Tasten für Links/Rechts für eine Drehbewegung statt der Bewegung in die jeweilige Richtung genutzt werden. Bei beiden Spielen ist die Seitwärtsbewegung – die Bewegung in Richtung links oder recht („glide“ für das Gleiten) – mit Y←C→ voreingestellt (wobei das Y auf der englischen Tastatur das Z ist, und die Belegung eventuell für die deutsche Tastatur angepasst werden muss). Da die Drehung in Half-Life durchwegs mit der Maus gesteuert wird, wurde sie in W↑A←S↓D→ durch die Richtungsbewegung ersetzt. Dass der spätere De-facto-Standard damals noch nicht etabliert war, zeigt sich u. a. in der Aussage des Half-Life-Programmierers Dario Casali: er bevorzugte A←S↑X↓C→. Gabe Newell wiederum präferierte die E↑S←D↓F→-Steuerung, die der um eine Taste nach rechts verschobenen WASD-Steuerung entspricht.
Linkshänder bevorzugen, neben einer Linkshänder-Computermaus (oder zumindest der Einstellung „linkshändige Bedienung“), Tasten, die weiter rechts auf der Tastatur angeordnet sind, wie U↑H←J↓K→, P↑L←Ö↓Ä→, Ü↑Ö←Ä↓#→ oder (wenn vorhanden) die Pfeiltasten ↑←↓→. Eine individuelle Tastenbelegung muss jedoch manuell pro Computerspiel eingestellt werden.